# Eugène Seinguerlet
Eugène Seinguerlet, né le 13 avril 1827 à Strasbourg et mort le 11 juillet 1887 à Paris, est un publiciste et homme politique français.

## Biographie
D’un père originaire de Barr et d’une mère d’Obernai, Seinguerlet a fait ses études au collège royal, puis son droit, qu’il est allé terminer à Paris. Pendant qu’il préparait son doctorat en droit, il a été arrêté pour avoir pris part, en décembre 1851, à la résistance contre le coup d'État de Napoléon III. Condamné à la déportation à Cayenne, la décision de la commission mixte a été commuée, au dernier moment, en bannissement, il est allé continuer ses études à Heidelberg, où il n’a pu séjourner que parce que, pendant plus de deux ans, on ignorait qu’il avait été proscrit de France.
Cette circonstance a déterminé la carrière de Seinguerlet comme journaliste. Après s’être perfectionné dans l’étude de l’allemand, il s’est appliqué à étudier l’Allemagne dans son ensemble politique, scientifique et littéraire, acquérant, même en Allemagne, le renom d’être un des Français connaissant le mieux ce pays. Il compte au nombre des écrivains français qui ont le mieux jugé l’Allemagne d’avant 1870 avant qu’elle ne glisse dans l’orbite de la Prusse, et a été, à ce titre, l’un des collaborateurs les plus autorisés de la Revue germanique (de), à sa fondation, en 1858, par Auguste Nefftzer et Charles Dollfus.

Rédacteur prolifique, il a inauguré, en 1862, des correspondances très remarquées au Temps, avant de collaborer au Courrier du Dimanche et à l'Avenir national. Dans tous ces périodiques, il a publié des correspondances, alors très remarquées, dénonçant l’ambition de la Prusse et montrant l’exaltation du patriotisme germanique qui réclamait déjà l’annexion de l’Alsace et de la Lorraine, mais ses mises en garde n’ont pas été prises au sérieux. En 1866, il s’oppose en vain au soutien à la Prusse de Napoléon III, qui laisse battre l’Autriche, en n’intervenant pas dans la guerre austro-prussienne, laissant ainsi la porte ouverte à l’unification allemande sous l’autorité prussienne :

« derrière Sadowa il apercevait déjà Sedan »

Volontaire dans les compagnies de marche des canonniers dans la Garde nationale de Paris, pendant le siège de Paris, il a été porté, sur la liste de la députation du Bas-Rhin de 1871, et obtenu 40 000 voix, sans même avoir pu faire campagne, à cause du siège. Député à la Chambre de Bordeaux, il a voté et protesté, avec ses collègues alsaciens, contre la cession de l’Alsace à l’Allemagne victorieuse. La guerre finie, retiré à Paris pour travailler de toutes ses forces « à maintenir et à fortifier le lien qui unit les membres épars de la grande famille alsacienne-lorraine », il reprend la plume et on le retrouve à la rédaction du Siècle où il traite, comme au Temps, au Courrier du Dimanche et à l’Avenir national, exclusivement les questions alsaciennes et la politique étrangère, ce qui explique la diversité des nuances politiques des journaux où il a écrit.
En 1879, il a fondé la Revue alsacienne (d), son œuvre de prédilection, dans le but « de sauver du grand désastre de 1871 le seul patrimoine commun qui nous reste, à savoir notre histoire, notre littérature et nos traditions locales, le culte du passé, l’intime religion des souvenirs. » Il a en outre, publié plusieurs ouvrages remarqués sur Strasbourg pendant la Révolution, spécialement dédié aux 40 000 électeurs du Bas-Rhin qui avaient voté pour lui dans la dernière heure de leur existence française, les Banques du peuple en Allemagne (1865), ou les Propos de table du comte de Bismarck pendant la campagne de France (1879), deux volumes nés des circonstances économiques et politiques de l’époque.
Il a succombé à une maladie de cœur qui avait forcé, dix-huit mois plus tôt, à renoncer à la plupart de ses occupations, laissant d’unanimes regrets dans la colonie alsacienne de Paris et parmi ses nombreux amis restés au pays natal.

## Publications
- Strasbourg, Paris, Librairie illustrée, [s. d.], paginé 83-153, in-4º.Extrait du Tour de France, publication nationale illustrée.
- Douze années de la domination danoise dans les duchés de Schleswig et de Holstein, Strasbourg, Salomon, 1864, 15 p., in-8º (lire en ligne)Extrait de la Revue germanique et française, 1er février 1864.
- (de) Von den Volksbanken, nach Schultze-Delitzsch, Strassburg, G. Silbermann, 1864, 59 p., in-16 (OCLC 70269286, lire en ligne)Extrait du journal Le Temps, reproduit par le Niederrheinischen Kurier.
- L’Agitation en Allemagne contre les armées permanentes, Paris, 1 vol. ; in-8º (OCLC 800975989, lire en ligne), p. 409-25.Initialement paru dans la Revue moderne.
- Organisation du crédit populaire : les banques du peuple en Allemagne, Paris, Lacroix, 1865, 266 p., in-12 (OCLC 867059959, lire en ligne).
- Propos de table du comte de Bismarck pendant la campagne de France, Paris, Maurice Dreyfous, coll. « Bibliothèque moderne », 1879, vii, 314, in-8º (OCLC 844605774, lire en ligne).
- Le 30 septembre 1881, Nancy, Berger-Levrault, 1881, in-8º (OCLC 458780444, lire en ligne)Au sujet de l’anniversaire de la réunion de Strasbourg à la France.
- L’Alsace française : Strasbourg pendant la Révolution, Paris, Berger-Levrault, 1881, xii-364 p., in-8º (OCLC 5502228, lire en ligne sur Gallica).
- L’École alsacienne, Paris, Berger-Levrault, 1885, 11 p., in-8º (OCLC 458780430, lire en ligne)Extrait de la Revue alsacienne, 1884.
- Histoire de Strasbourg, Strasbourg, Dinali, 1988, 78 p. ill., couv. ill., 30 cm.